# Maison au 8, rue des Pères à Saverne
La maison au 8, rue des Pères est un monument historique situé à Saverne, dans le département français du Bas-Rhin.

## Localisation
Ce bâtiment est situé au 8, rue des Pères à Saverne.

## Historique
L'édifice fait l'objet d'une inscription au titre des monuments historiques depuis 1929.

## Architecture

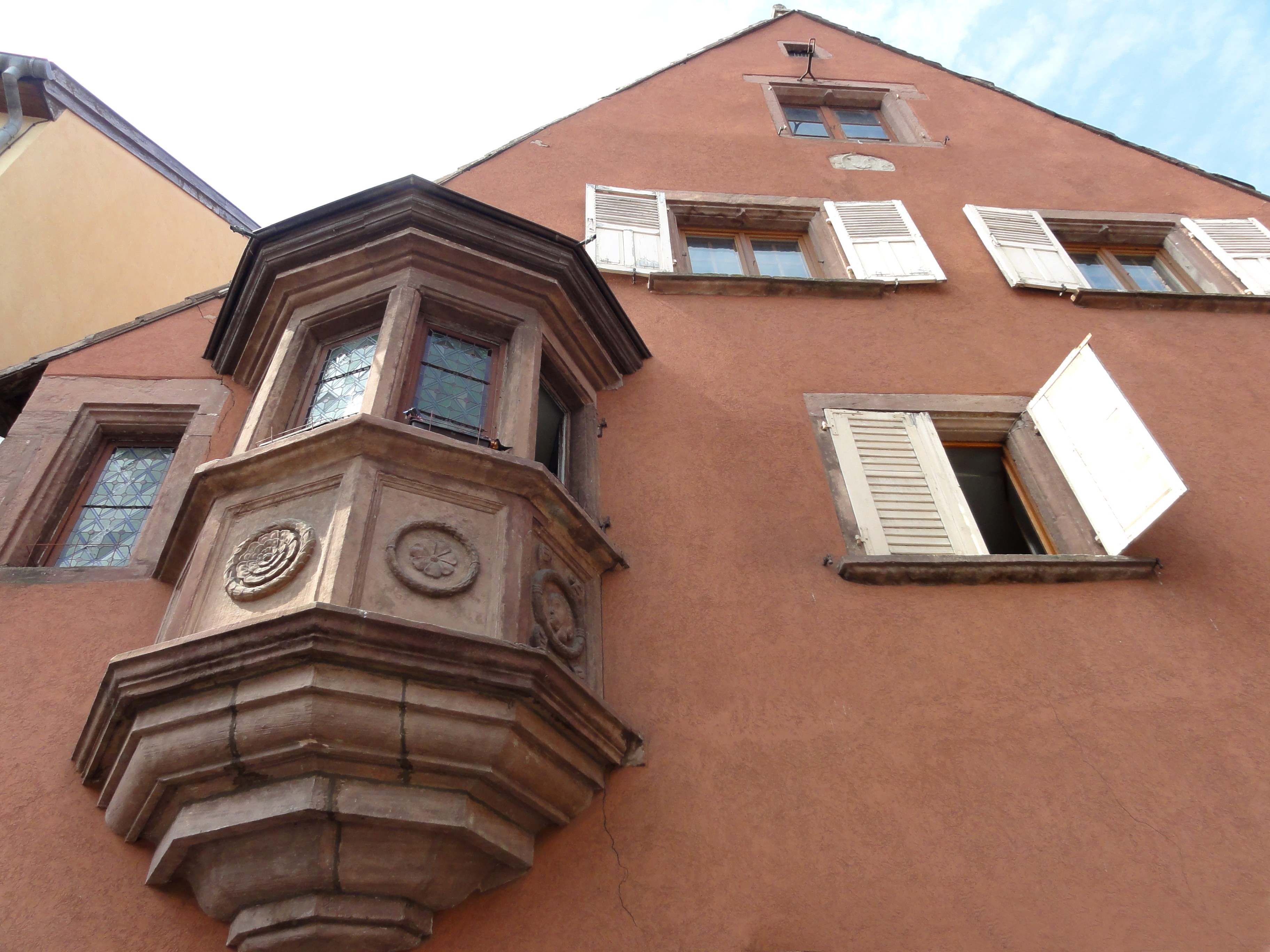
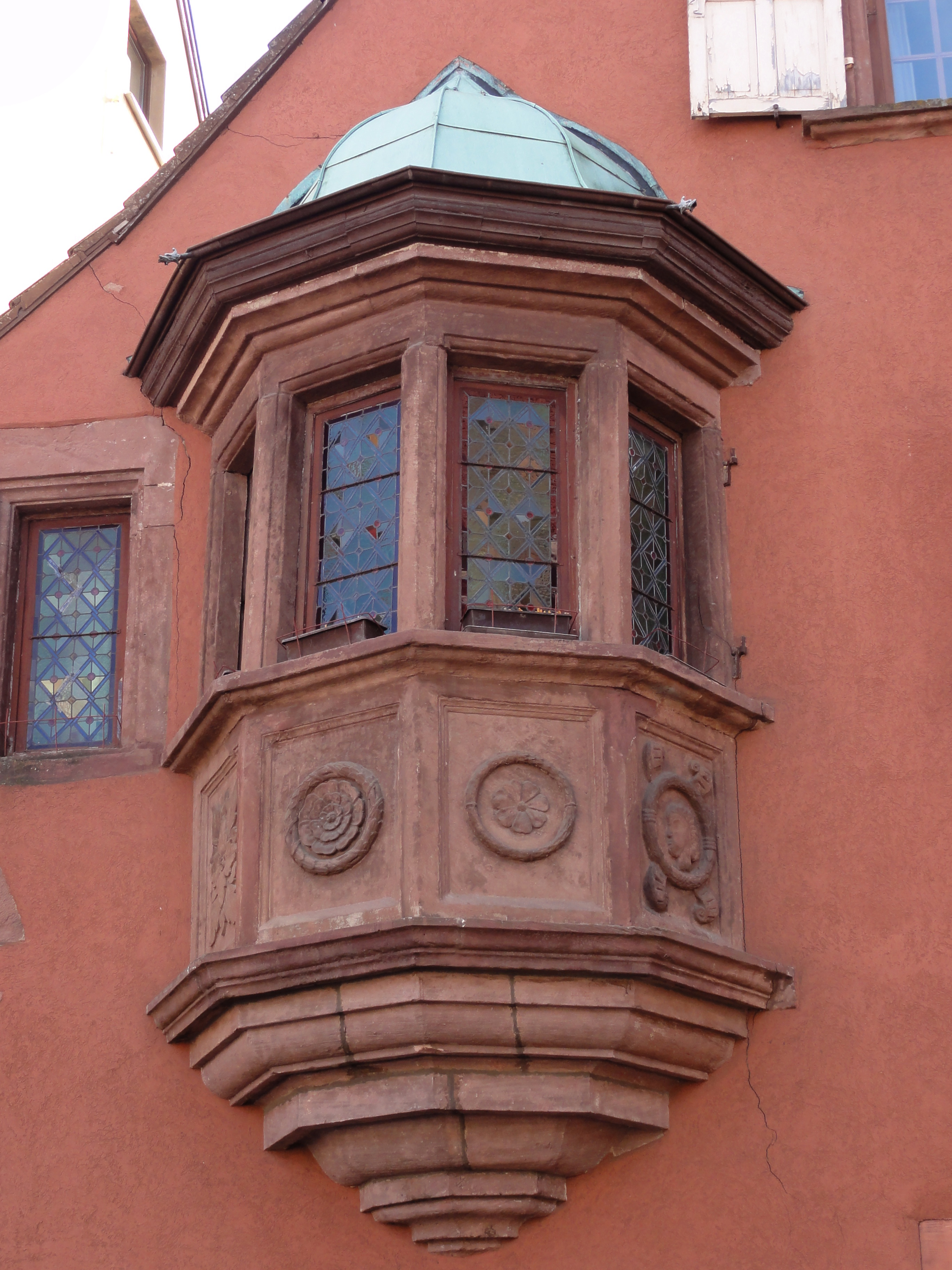